# Eben von Brunnen

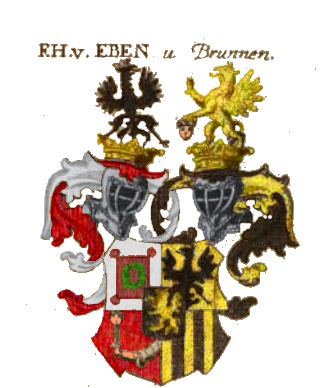
Freiherrenwappen

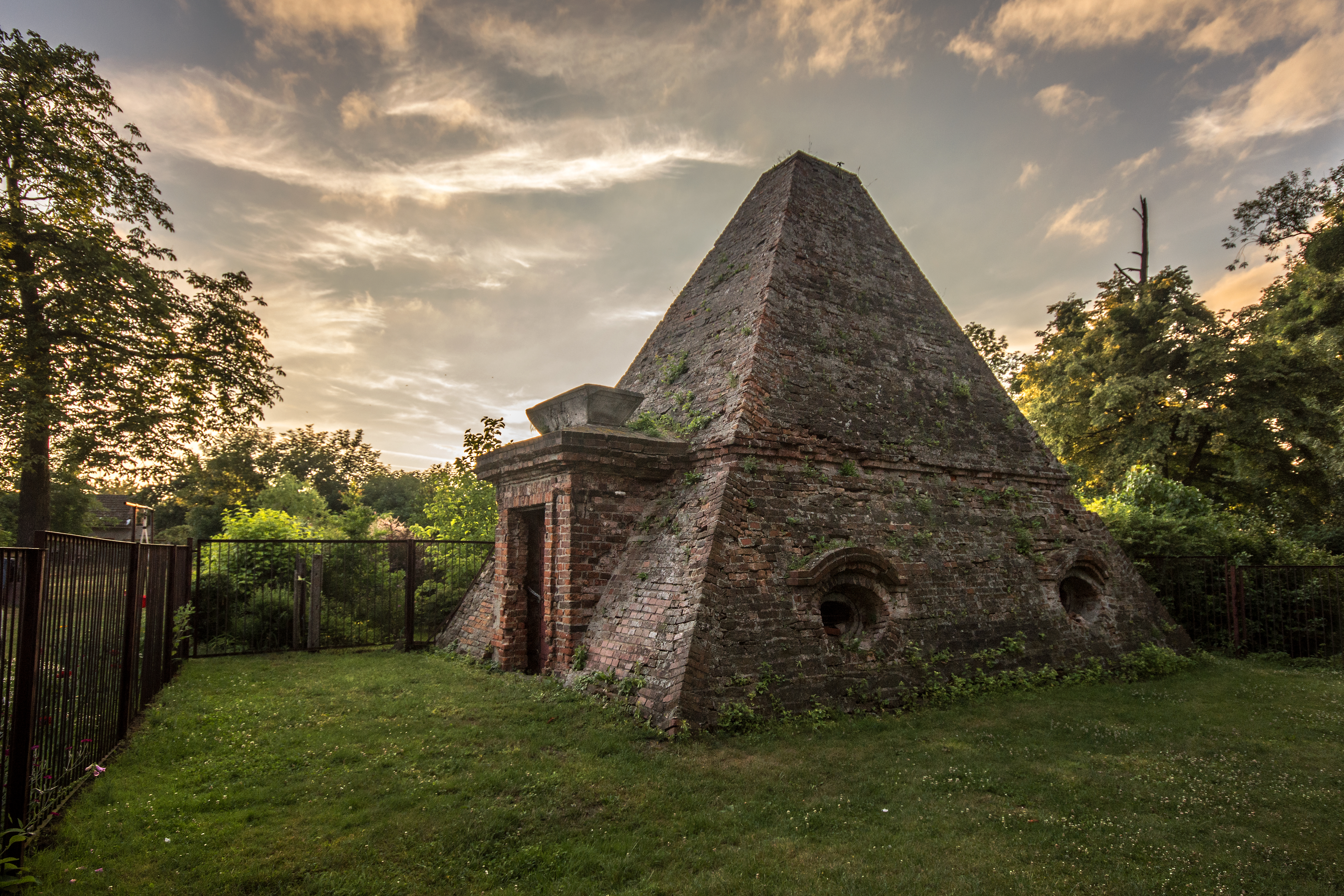
Gruftkapelle der Eben und Brunnen in Rosen (Kreuzburger Land)

Eben von Brunn(en), seit 1677 Freiherren von Eben und Brunn(en), ist oder war eine Familie, die über Memmingen nach Schlesien und Ostpreußen gelangte, wo sie sich entfaltete, insbesondere in Königsberg und in Breslau. Im Jahr 1677 empfing sie den Freiherrentitel.

## Geschichte und Stammlinie
Zur in vielen Wappenbüchern im Einklang beschriebene Herkunft des Geschlechts Eben von Brunn schrieb der Genealoge Oskar Pusch, „man bezeichnet die bis 1343 zurückgeführte Genealogie als Fälschung“. Es sei versucht worden, „der Familie einen besonderen Anstrich [zu] geben“, schließlich hätte sich der Folgefehler durch die Adelslexika gezogen.
Jener Darstellung zufolge habe die Stammburg des Geschlechts bei Trient gelegen und Pietra Piana (deutsch: Ebenstein) gehießen, wonach sich die Familie, so Konrad („Kuno“), Albers, Dietrich und Bero von Ebenstein, auch benannt habe. Nach einer Auseinandersetzung mit dem Lehnsherren hätten die von Ebenstein ihre Burg verloren und seien ins Schwäbische gezogen. Georg von Ebenstein habe Anfang des 14. Jahrhunderts das Rittergut Brunn (auch: Brunnen) an der Iller bei Memmingen erworben und sich dann Eben von Brunn genannt. Derselbe Georg Eben von Brunn sei weiter nach Schlesien in die Dienste der dortigen Herzöge gezogen.
Oskar Pusch teilt die Genealogie in zwei Stämme der Brüder Georg (* 28. Mai 1538 in Memmingen; † Dezember 1576 in Breslau) und Bartholomäus (* 16. September 1542 in Memmingen; † 22. Juni 1609 in Warmbrunn bei Hirschberg) von Eben und Brunnen auf. Ihr Vater Hans von Eben und Brunnen († 4. Januar 1548), das früheste bekannte Mitglied des Geschlechts, war in erster Ehe mit Barbara Messling und in zweiter Ehe mit Margarethe Fingerlin († 18. April 1579) aus Ulm verheiratet. Über die Hochzeitsdaten bzw. Lebensdaten der ersten Frau sind keine Angaben vorhanden, weswegen unklar ist, wer die jeweilige Mutter der Brüder war.
Bartholomäus kam im Jahr 1577 nach Breslau und wurde Vorsteher des Hospitals zu den elftausend Jungfrauen sowie Ältester der Kaufmannschaft und städtischer Quartiermeister. Am 6. November 1570 hatte er Anna Süß geheiratet, eine Tochter des Nürnbergers Wolfgang Süß und Katharina Schneck. Aus der Ehe entstammten vier Kinder: Anna, Susanna, Bartholomäus und Magdalena.
Anna (* 21. Oktober 1573 in Nürnberg; † 4. April 1543 in Breslau) heiratete am 14. November 1595 in Breslau Gottfried Schreiter auf Arnsdorf. Er war ein Sohn Thomas Schreiters und Magdalena, geborene Uthmann und Rathen.
Susanna (* 31. Januar 1575 in Nürnberg; † 22. November 1575) starb in ihrem ersten Lebensjahr und noch vor der Einwanderung Bartholomäus’ und seiner Frau nach Breslau.
Bartholomäus (kurz Barthel; * 1. Juli 1576 in Nürnberg; † 20. April 1613 in Breslau) heiratete am 15. Juli 1608 Margarethe Landshutter, Tochter Hans Landshutter aus Österreich und Ursula Hessler von Waldau. Die Ehe blieb kinderlos. Weil er der einzige Sohn seines Vaters war, wurde zumindest über dessen Linie der Name nicht mehr weitervererbt.
Magdalena (* 1580; † 22. Februar 1634) war zwei Mal verheiratet, und zwar in erster Ehe (25. Mai 1604) an den Arzt Heinrich Nagel, und in zweiter Ehe (14. Januar 1619) an Paul von Uthmann und Rathen, Sohn seines gleichnamigen Vaters und Martha, geborene von Arzat.
Der Stammvater des 1. Stammes Georg Eben (* 28. Mai 1535 in Memmingen; † 3. oder 4. Dezember 1576 in Breslau) war Tuchhändler in Memmingen und wanderte im Jahr 1560 nach Breslau ein. Am 5. Mai 1565 heiratete er seine erste Ehefrau, Maria Uthmann und Schmolz (* 1541; † 27. März oder 6. April 1573). Am 15. Juli 1569 empfing er gemeinsam mit seinem Bruder einen Wappenbrief. Am 23. August 1574 heiratete er ein zweites Mal, nachdem seine erste Frau verstorben war. Sie hieß Margarethe von Spremberg (* 1. Mai 1554; 5. Mai 1629 in Breslau) und war eine Tochter des Medicus des Klosters Trebnitz und Physikus in Breslau Hans von Spremberg und dessen Frau Katharina von Rindfleisch. Aus erster Ehe entstammten Georg, Margarethe, Maria und Niklas, aus zweiter Ehe die Brüder Heinrich und Hans.
Georg (* 6. Juni 1566; † 31. Mai 1621) begründete den zweiten „Hauptast“ der Familie Eben von Brunnen. Er heiratete am 31. Oktober 1595 Anna, geborene Haunold. Aus der Ehe entstammten fünf Kinder: Anna Eva, David, Jakob, Anna Maria und Susanna.

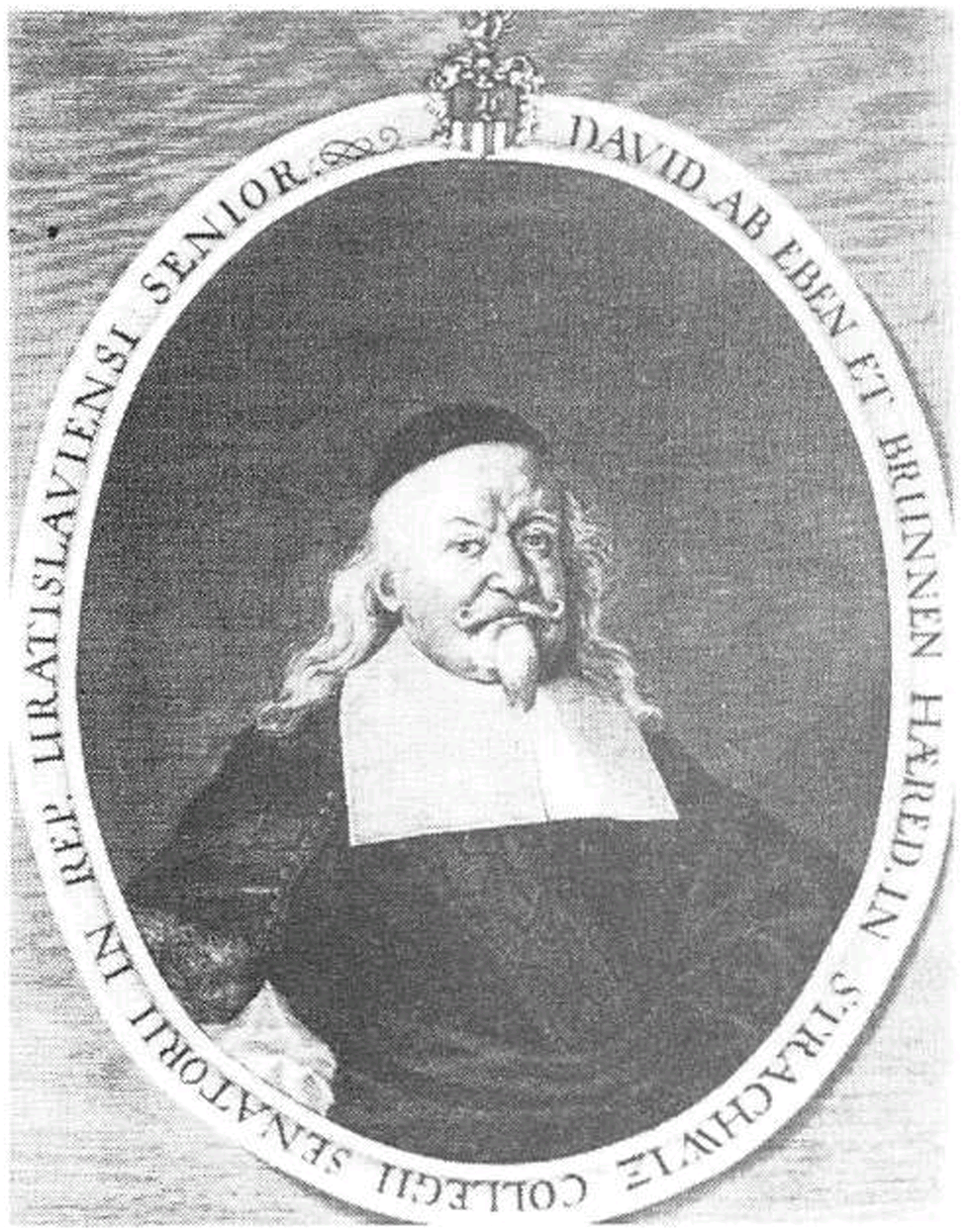
David von Eben und Brunnen

David (* 9. September 1600; † 14. Mai 1669) wurde im Jahr 1644 Breslauer Ratsherr und blieb es bis an sein Lebensende in unterschiedlichen Positionen. Er war auch Kellerherr im Schweidnitzer Keller. In einer Kapelle der Elisabethkirche ließ David von Eben und Brunnen im Jahr 1660 ein Denkmal mit einer lateinischen Inschrift anbringen. Es wurde nach seinem Tod durch seine Kinder ein fein gemaltes Porträt ergänzt. Ein Teil der Übersetzung der Inschrift lautet(e):

„... Immer zwar strebte ich nach Sinnesreinheit, Gerechtigkeit und Biederkeit aber ich blieb immer zugleich meiner Schwachheit, dieses allen Sterblichen gemeinsamen Makels eingedenk ...“

Aus seinen zwei Ehen (1. Ehe: Martha von Mentzel; * 14. Juni 1603; † 29. März 1636; Tochter der Magdalene Wunderlich und des Adam von Mentzel – 2. Ehe: Anna Magdalena Martin von Debitz; * 6. August 1620; † 25. Dezember 1653; Tochter des Generalsteuereinnehmers Gottfried Martin von Debitz) entstammten zwei bzw. sechs weitere Kinder: Anna Magdalena und Susanna; Anna Susanna, Anna Maria, Anna Barbara, Anna Lucretia, Sophie Eleonore und Georg Gottfried.
Über Anna Magdalena (* 3. Oktober 1628; † 22. März 1665 in Breslau), Anna Susanna (* 25. Dezember 1640; † 25. Juni 1645; ⚰︎ 3. Juli 1645) und Anna Lucretia (* 8. März 1648 in Breslau; † 26. Januar 1651; ⚰︎ 5. Februar 1651 in Breslau) ist außer ihren Lebensdaten nichts Weiteres überliefert.
Susanna (* 7. August 1632 oder 9. August 1634; † 20. Oktober 1706 in Breslau) heiratete den Breslauer Ratsherren Gottfried von Scholtz (* 23. August 1603; † 3. Oktober 1672).
Anna Maria (* 27. Januar 1643 in Breslau; † 19. Mai 1613 ebenda) heiratete am 17. Juni 1664 den ehemaligen Leibwächter des belgischen Gouverneurs Leopold von Österreich, Georg Ernst von Kouhlhaas (* um 1629 in Breslau; † 31. April 1689).
Anna Barbara (* 3. August 1645; † 5. Juni 1694) heiratete am 6. Oktober 1671 den Landesherr zahlreicher Güter Adam von Gfug (* 13. Juli 1639; † 11. April 1690), Sohn der Anna von Senitz und des Kaspar von Gfug.
Sophie Eleonore heiratete Samuel von Klimkowski und Klimkowitz (* 26. August 1653; † 3. September 1715)
Georg Gottfried (* 14. Juli 1650 in Breslau; † 17. oder 27. April 1717 in Niedercammerau) studierte 1668 in Leipzig, besaß zahlreiche Güter und wurde schließlich kaiserlicher Oberstwachtmeister und stand auch in königlichen (Fürstentum Breslau) Diensten. Am 1. Mai 1667 empfing er mit seinem Vetter Karl Ferdinand durch Kaiser Leopold I. in Laxenburg (nicht wie oft angegeben Luxemburg) den Freiherrenstand. Georg Gottfried war dreimal verheiratet: (I) Anna Dorothea von Luck a. d. H. Witten bei Schwibus; (II) Charlotte von Kouhlhaas a. d. H. Lehnhaus; (III) Helene Sabine von Salza. Aus seiner ersten Ehe wurden zwei Töchter Anna Eleonore und Theresia Dorothea geboren, aus zweiter Ehe eine weitere namens Anna Kunigunde Charlotte.
Anna Eleonore (* 13. Oktober 1674 in Strachwitz; † 22. Dezember 1752 in Langhelwigsdorf) heiratete am 17. Februar 1694 Gotthard Friedrich von Reibnitz. Aus der Ehe entstammte mindestens ein Sohn. Durch ihr riesiges väterliches Erbe wurde in den Adelslexika oft geschlossen, dass sie die einzige Tochter aus der ersten Ehe ihres Vaters gewesen sei.
Theresia Dorothea (* um 1676) heiratete am 13. Mai 1793 Wilhelm Sigismund von Rehdiger.
Anna Kunigunde Charlotte (* 29. September 1687; † 17. Februar 1749) heiratete zwei Mal und zwar in erster Ehe (6. Februar 1703) den kaiserlichen Lieutenant Ernst Albrecht von Czettritz und Neuhaus und in zweiter Ehe (24. Februar 1718) Ernst Heinrich von Dresky.
Jakob (* 2. Juli 1602; † 25. September 1671 in Breslau) war Soldat unter Wallenstein, dann Fahnenjunker unter David von Hebbrau und ab 1627 Fähnrich in der Breslauer Stadtmiliz. Ende 1631 wurde er Hauptmann der kaiserlichen Armee, drei Jahre später Rittmeister der schwedischen. Am 30. Januar 1635 heiratete er Justina Luck von Boguslawitz, Tochter eines im Dienst von drei Kaisern gestandenen Joachim Luck von Boguslawitz und Maria Magdalena von Artzat. Die Namen der Kinder aus dieser Ehe waren: Anna Justina, Sophia Elisabeth, Magdalena Justina, Karl Ferdinand, Maria Magdalena, Barbara Elisabeth, Maria Eleonore, Maximilian Wilhelm und Georg Rudolph.
Karl Ferdinand von Eben und Brunn (* 21. Mai 1639 in „Klein Kriehra, Fürstentum Schweidnitz“, Ort unlokalisierbar; † nach 1707), kaiserlicher Oberstwachtmeister, starb nach einer alten Darstellung bei Straßburg in einem von ihm angeführten Kriegen der Eroberungen Ludwigs XIV. unter Feldmarschall Montecuccoli. Tatsächlich lebte er nach den „Kämpfe[n] am Rhein“ aber noch. Am 15. Juni 1676 heiratete er Elisabeth Constantia Proy von Geisselberg und Findelstein. Seine Heirat stand wohl im Zusammenhang mit seiner schon erwähnten Erhebung in den Freiherrenstand im Folgejahr. Wieder ein Jahr später trat er zum katholischen Glauben über. Aus seiner Ehe entstammten zwei Töchter Caroline Justina Antonia und Luise Maximiliane Johanna. Dass Hans Adolf sein Sohn gewesen sei, wie oft beschrieben, trifft nicht zu.
Heinrich (* 24. Mai 1575 in Breslau; † 20. Februar 1640), der Begründer des „3. Hauptast[s]“, hatte verschiedene Verwaltungsämter inne, darunter Obmann der Schneiderzunft, Schützenamtsverwalter (1615), Bürgerkapitän (1621), Kaufmannsältester (1624), Landschöffe (1626) und Leiter der Feuerwehr (1630). Er heiratete am 13. Mai 1608 Elisabeth Krichel (* 1591; † 16. Mai 1628) und zeugte die Kinder Heinrich, Elisabeth, Margarethe, Anna, Ludwig und Siegmund.
Heinrich (* 1609; † 1655), der Sohn seines gleichnamigen Vaters, studierte im Sommersemester 1628 in Wittenberg, im (wohl darauffolgenden) Wintersemester in Leipzig, 1632 in Frankfurt (Oder) und im Sommersemester 1634 in Leiden. Er war Fähnrich im Traun’schen Regiment und danach kaiserlicher Hauptmann. Am 6. Dezember 1643 heiratete er Magdalene von Tschetschau, genannt Mettich. Sie war eine Tochter der Helene von Biedau a. d. H. Romolkwitz und des Adam von Tschetschau auf Niklasdorf (Kreis Frankenstein). In zweiter Ehe war Heinrich verheiratet mit Helene von Spiegel. In erster Ehe wurden Helene Elisabeth, Anna Magdalena, Heinrich Adam, Georg Wilhelm und Maximilian Friedrich geboren und in zweiter Ehe Ursula Mariana und Gotthard Sigmund.
Über Elisabeth (* 1614; † 28. Juli 1684) ist nichts weiter bekannt als ihre Lebensdaten, Margarethe verstarb jung. Anna (* 1616; † 30. Dezember 1692) heiratete in Hohberg (Kreis Berent, Westpreußen [?]) Jakob von Baudiss auf Hohberg Tscheschendorf (Kreis Goldberg).
Über Ludwig (* 1623; † angeblich 1711) erblühte eine generationsreiche Nachkommenschaft. Er selbst war Kriegskommissar im Fürstentum Breslau und verheiratet mit Marie Elisabeth, Tochter der Helena von Motschelnitz und dem Landeshauptmann zu Pless Ludwig Simmern von Simmerscamp. Ludwig von Eben und Brunnen zeugte drei Kinder: Marie Elisabeth, Ludwig und Helene Maria.
Ludwig (* 1661; † 2. Februar 1712) studierte im Jahr 1683 in Leipzig und heiratete am 8. Juli 1694 Johanna Elisabeth von Postolsky (* 31. Januar 1677; † 28. Juli 1714), Tochter Maria Elisabeth, geborene von Brand, und Christian Friedrich von Postolsky. In der Ludwigs und Johanna Elisabeths Ehe wurden Christian Ludwig, Karl Sigmund, Christian Heinrich, Gottlieb Friedrich, Christian Wilhelm und Hans Adolf geboren.
Hans Adolf (* 8. Juli 1708; † 16. Mai 1789) war kaiserlicher Grenadiere-Leutnant im Regiment von Damnitz und besaß Eisdorf bei Ramslau. Er heiratete Eleonora Elisabeth von Näfe. Im Jahr 1760 verabschiedete er sich aus dem Regiment und lebte mit seinem Bruder Gottlieb Friedrich seitdem in Ober-Rosen (Kreis Kreuzburg). Er hinterließ Helene Juliane, Karl Adolf August und Christiane Wilhelme Helene.
Karl Adolf August (* März 1734 in Eisdorf, Kreis Namslau; † 20. Juni 1800 in Wallwitz, Kreis Neusalz) war seit 1768 verheiratet mit Sophie Luise von Möhring, Tochter des Christian Möhring. Er hinterließ Sophie Eleonore Amalie und Friedrich (bei Rolf Walter: Christian Friedrich; bei Walter Görlitz: Christoph v. Eben und Brunnen; bei Oskar Pusch: Christoph Adolph Friedrich).
Friedrich Freiherr von Eben und Brunnen (* 1773 in Kreuzburg; † in Bogota, Kolumbien), in der Literatur unter verschiedenen Vornamen erwähnt, war preußischer Mitstreiter im Preußischen Einmarsch in Holland (1787) und im Ersten Koalitionskrieg (1792/93). Anfang des 19. Jahrhunderts trat er in englische Dienste, 1808 erhielt er das Kommando über die englisch-portugiesische Legion in Porto und wurde nach Reorganisation bzw. Degradierung auf eigenen Wunsch durch William Beresford entlassen. „Zum Ausgleich“ erhielt er das Kommando über die zweitausend Mann starke portugiesische Loyal Lusitanian Legion in der Schlacht bei Buçaco (1810) und dann über die Brigade Infanterie in der Schlacht bei Fuentes de Oñoro (1811). Nach wieder englischen Diensten wurde er im Jahr 1820 wegen angeblicher Verschwörung gegen General Freyre verhaftet. Er ging nun nach Kolumbien und wurde 1821 von Bolívar als Brigadegeneral angestellt, wo ihm hohe Verdienste um die Organisation der Armee zuteilwurden. Er war seit 1808 mit Josephine Elisabeth Gräfin von Astigaraga (* 1792 in Spanien; † 26. Januar 1861 in Bamberg) verheiratet. Es entstammten aus dieser Ehe Friedrich, Josefine und Anna Elisabeth.

## Gruft
Im Jahr 1780 erbaute der damalige Kirchenpatron Karl Adolf August von Eben und Brunnen ein Mausoleum in Form einer Pyramide in Rosen im damaligen Landkreis Kreuzburg. Die Grundsubstanz des kleinen Gebäudes besteht aus Quadersteinen. Über dem Eingang ist ein Sarkophag angebracht mit den Wappen der Familien Eben und Brunnen und der mit dem Erbauer verschwägerten Familie Möhring, der die Gruft zur Hälfte gewidmet ist.

## Wappen
Stammwappen
Das Stammwappen ist geteilt. Oben in schwarz ein aus der Teilung wachsender goldener Greif mit roter Zunge, unten in schwarz drei goldene Pfähle. Aus der Krone wachsend (Kleinod) der Greif mit Helmschweif. Decken: schwarz-golden.

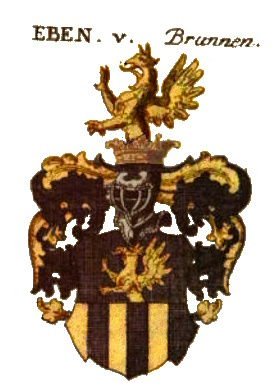
Stammwappen derer von Eben
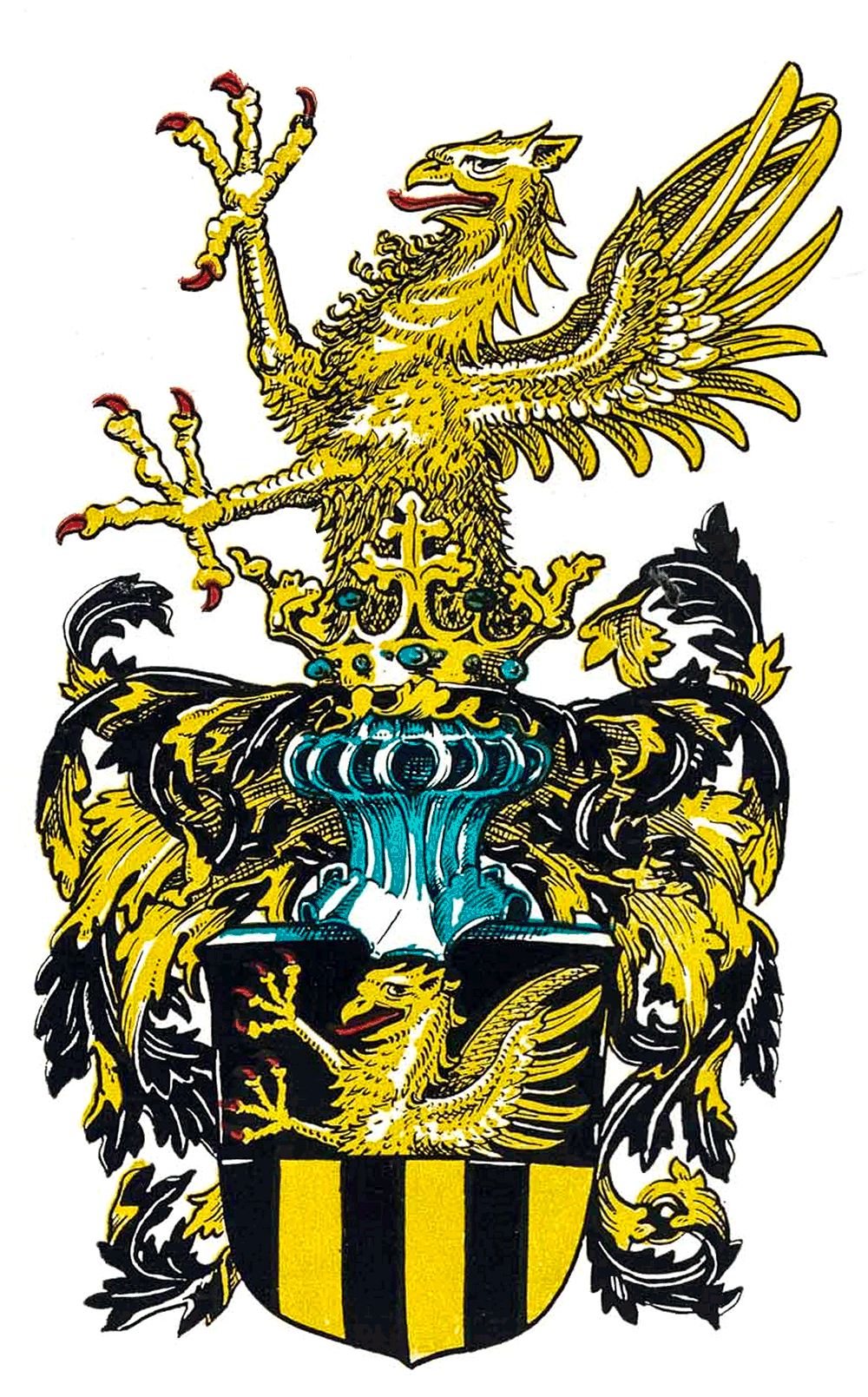
Wappen von Eben und Brunnen (Rudolf Stein)
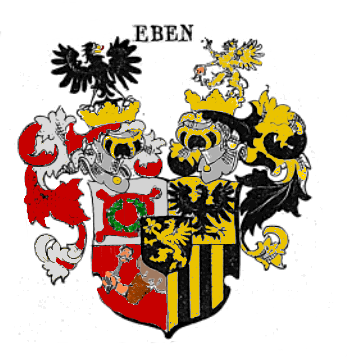
Freiherrenwappen

Freiherrenwappen
Das Freiherrenwappen ist geviert: In 1 auf silbernem Hintergrund ein rotes Kissen mit einem grünen Kranz; In 2 ein (heraldisch) rechts geehrter gekrönter schwarzer Adler; In 3 auf rotem Hintergrund ein rechter Schwertarm mit einem Türkenkopf an der Schwertspitze; In 4 auf schwarzem Hintergrund drei goldene Pfähle. Zwei gekrönte Helme: rechts der Adler auf der Krone nach links gekehrt, und links der Greif auf der Krone nach rechts gekehrt, in der linken Klaue den Türkenkopf an rotem Turban haltend. Decken: rot-silbern (rechts) und schwarz-golden (links). Herzschild: Der goldene Greif mit einer goldenen Lilie in der rechten Klaue.